# Cynomya gregorpovolnyi
Cynomya gregorpovolnyi är en tvåvingeart som beskrevs av Cepelak 1978. Cynomya gregorpovolnyi ingår i släktet Cynomya och familjen spyflugor. Inga underarter finns listade i Catalogue of Life.